# Hajdučki kukovi
Hajdučki kukovi su izrazito karstificiran dio sjevernog Velebita između prijevoja Vratnika na sjeveru i Alana na jugu. Od Rožanskih kukova odvojen je Lubenovačkim vratima.
Zbog bogatstva morfoloških oblika i jedinstvene flore proglašen strogim rezervatom prirode.
Najistaknutiji kukovi u ovoj skupini su: Golubić (1658 m), Begovački kuk (1407 m), Jarekovački kuk (1328 m), Pavića kuk (1392 m) i Duića kuk (1460 m).